# Daróczi-Szabó Árpád
Daróczi-Szabó Árpád (Beresztelke, 1943. szeptember 15. – Kolozsvár, 2000. május 3.) magyar fizikus, fizikai szakíró.

## Életútja
Szászrégenben érettségizett, a Babeș–Bolyai Egyetem fizika karán tette le az államvizsgát. 1967-től Nagyszalontán, 1976-tól Bánffyhunyadon, 1977-től Kolozsvárt tanított. Irodalmi riportja jelent meg az Utunkban, tudománynépszerűsítő cikkeit A Hét közölte. Több fizika tankönyv fordítója.

## Könyve
- Az oszthatatlantól az antianyagig, Albatrosz Könyvkiadó, Bukarest, 1977.

## Válogatás cikkeiből
- Új fegyverek, égen, földön, TETT. Ember és technika, 1977, 4. sz., 51-53.
- Nukleáris mezőgazdálkodás?, TETT. Atomkor, 1981, 1. sz., 23-24.
- Mit lát a pilóta?, TETT. Repülés, 1987, 4. sz., 43-44.
- Tömör Newton. A Hét. 1982/5.